# Пура (деревня)
 Пура  — деревня в Афанасьевском районе Кировской области в составе Ичетовкинского сельского поселения.

## География
Расположена на расстоянии примерно 17 км по прямой на север-северо-запад от райцентра поселка  Афанасьево на левобережье реки Кама.

## История
Известна с 1891 года как починки Пуринские на 6 семей (были известны починки Сидорово; Федора и Филиппа Шмыриных и Максима Турушева), в 1995 году в починке Пуринское дворов 4 и жителей 19, в 1826 (хутор Пура или Николая Казакова) 4 и 23, в 1950 (деревня Пуринская) 48 и 171, в 1989 149 жителей. Настоящее название утвердилось с 1978 года.  

## Население
Постоянное население составляло 134 человека (русские 99%) в 2002 году, 104 в 2010.